# 디제이 캠벨
더들리 주니어 캠벨(Dudley Junior Campbell, 1981년 11월 12일 ~ )은 잉글랜드의 전 축구 선수이다. 흔히 디제이 캠벨(DJ Campbell)로 알려진 선수이다.